# Saint-Maurice-le-Vieil
Saint-Maurice-le-Vieil – miejscowość i gmina we Francji, w regionie Burgundia-Franche-Comté, w departamencie Yonne.
Według danych na rok 1990 gminę zamieszkiwało 211 osób, a gęstość zaludnienia wynosiła 43 osoby/km² (wśród 2044 gmin Burgundii Saint-Maurice-le-Vieil plasuje się na 700. miejscu pod względem liczby ludności, natomiast pod względem powierzchni na miejscu 1241.).